# 南城华南溪蟹
南城华南溪蟹（学名：Huananpotamon nanchengense）为溪蟹科华南溪蟹属的动物。在中国大陆，分布于江西等地，常见于海拔800米的山区溪流石块下。